# Mountain Ash Creek
Der Mountain Ash Creek ist ein etwa 20 km langer, rechter Nebenfluss des Fall River im Nordwesten des US-Bundesstaates Wyoming. Er fließt auf seiner gesamten Länge durch den Yellowstone-Nationalpark. 

## Verlauf
Der Mountain Ash Creek entspringt unweit der kontinentalen Wasserscheide auf dem südlichen Pitchstone Plateau im Südwesten des Yellowstone-Nationalparks im nördlichen Teton County in Wyoming auf einer Höhe von etwa 2675 m. Er fließt von dort in südwestliche Richtung und fällt am Zusammenfluss mit seinem ersten größeren Zufluss über die 76 m hohen Union Falls hinab. Weiter flussabwärts fließt er mit leicht mäandrierendem Verlauf bis ins Fall River Basin und erhält dort mit dem Proposition Creek von links seinen längsten Zufluss. Wenige Kilometer weiter flussabwärts mündet der Mountain Ash Creek nach rund 20 km auf einer Höhe von 1955 m in den hier nach Nordwesten fließenden Fall River. Der Mountain Ash Trail folgt einem Teil des Flussverlaufs.

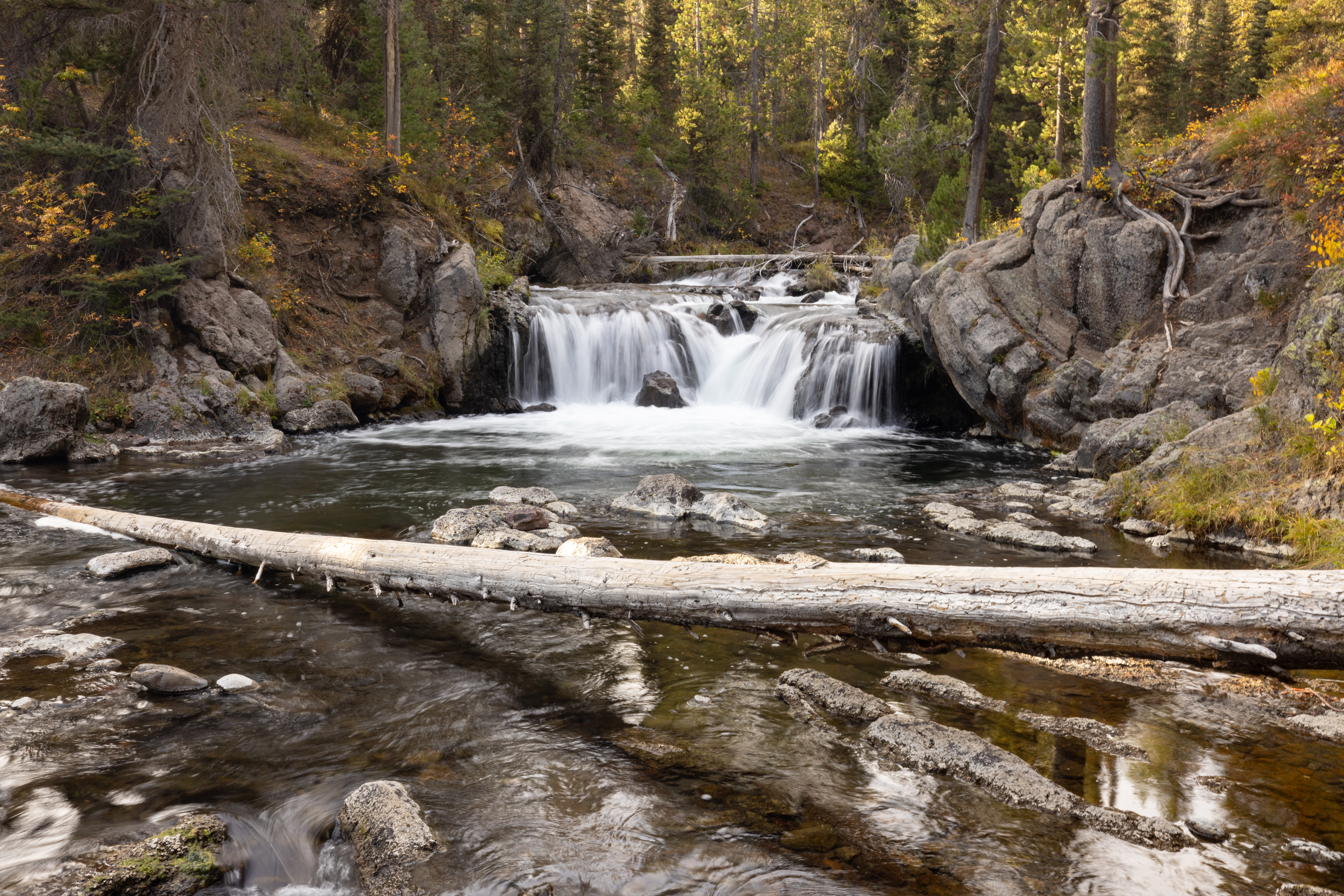
Scout Pool unterhalb der Union Falls
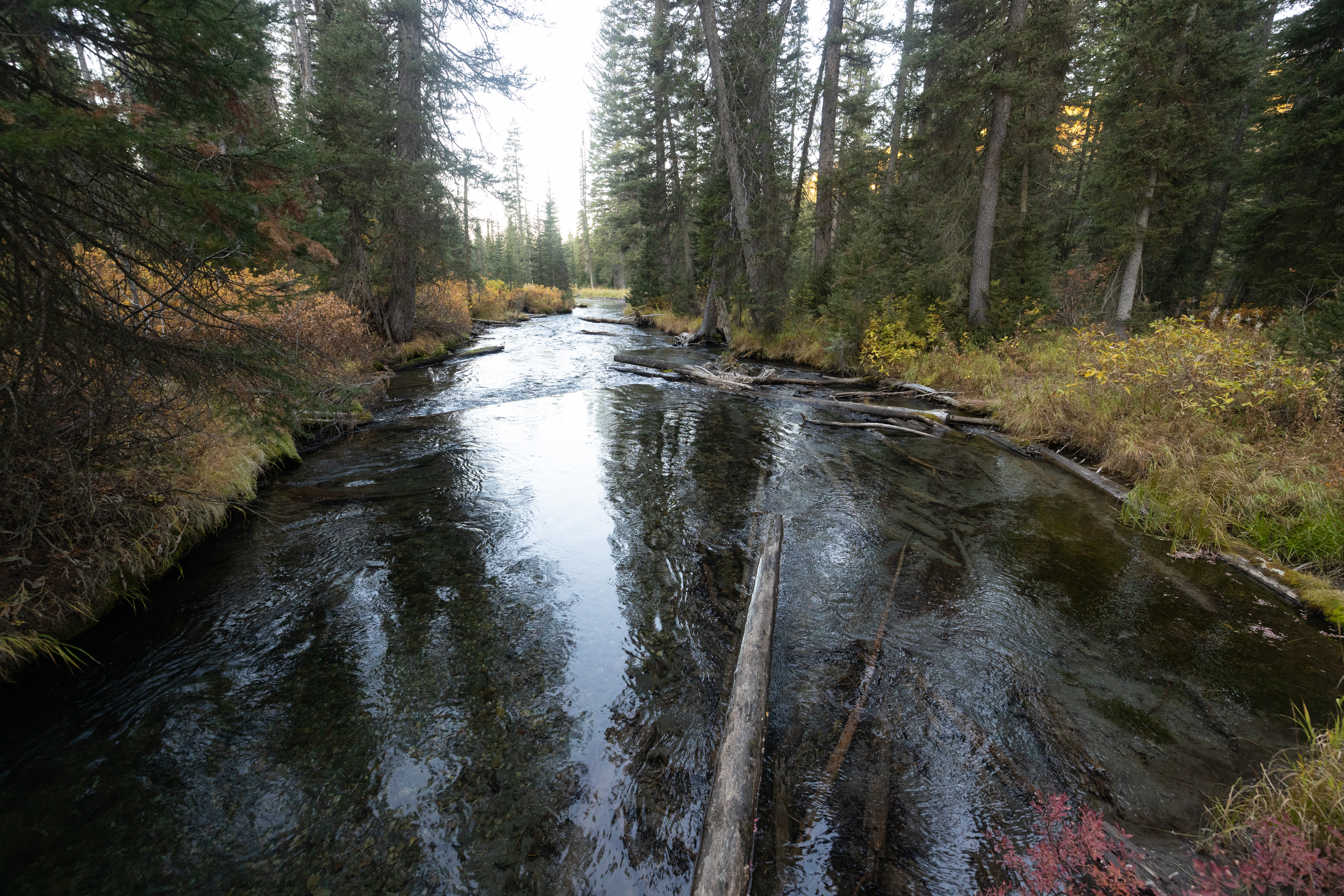
Mountain Ash Creek
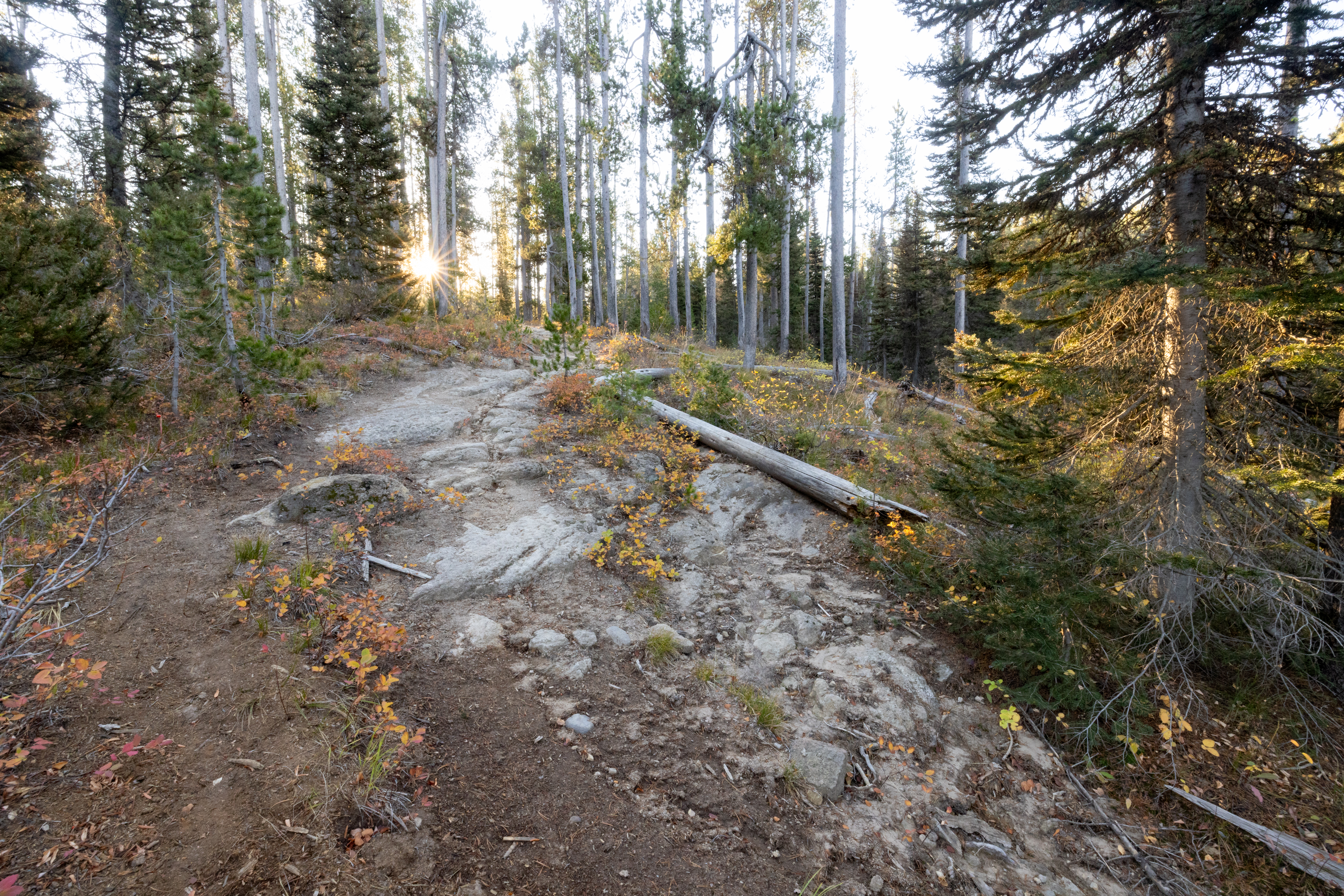
Mountain Ash Creek Trail
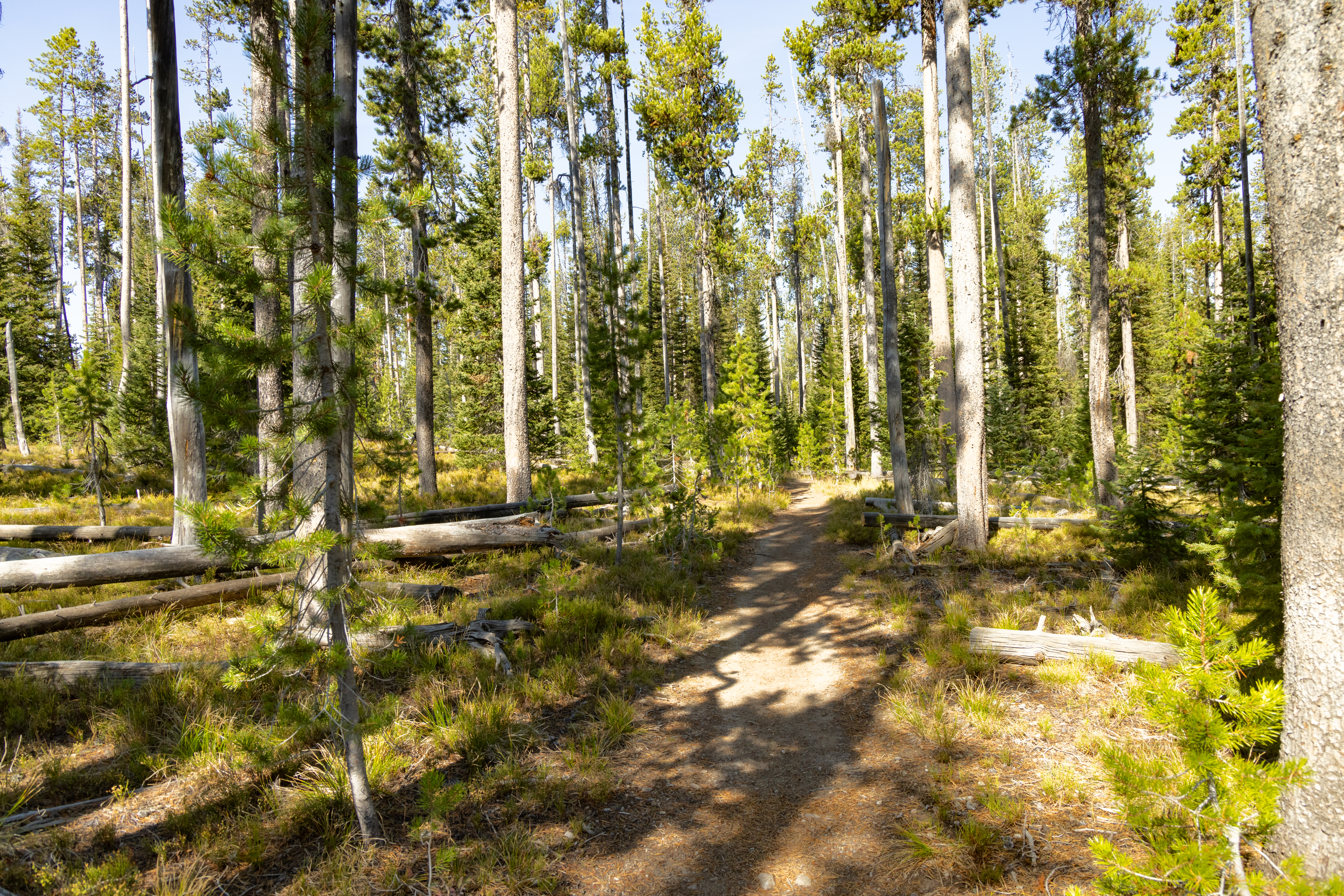
Mountain Ash Creek Trail

## Hydrologie
Der Mountain Ash Creek ist als Nebenfluss des Fall River Teil des Einzugsgebietes des Henrys Fork, der über Snake River und Columbia River in den Pazifischen Ozean entwässert. Das Einzugsgebiet des Mountain Ash Creek umfasst ein Areal von etwa 112 km² und grenzt an die Einzugsgebiete von Moose Creek im Nordosten, Fall River im Osten und Süden, Bechler River im Westen sowie Ferris Fork im Norden. 

## Union Falls

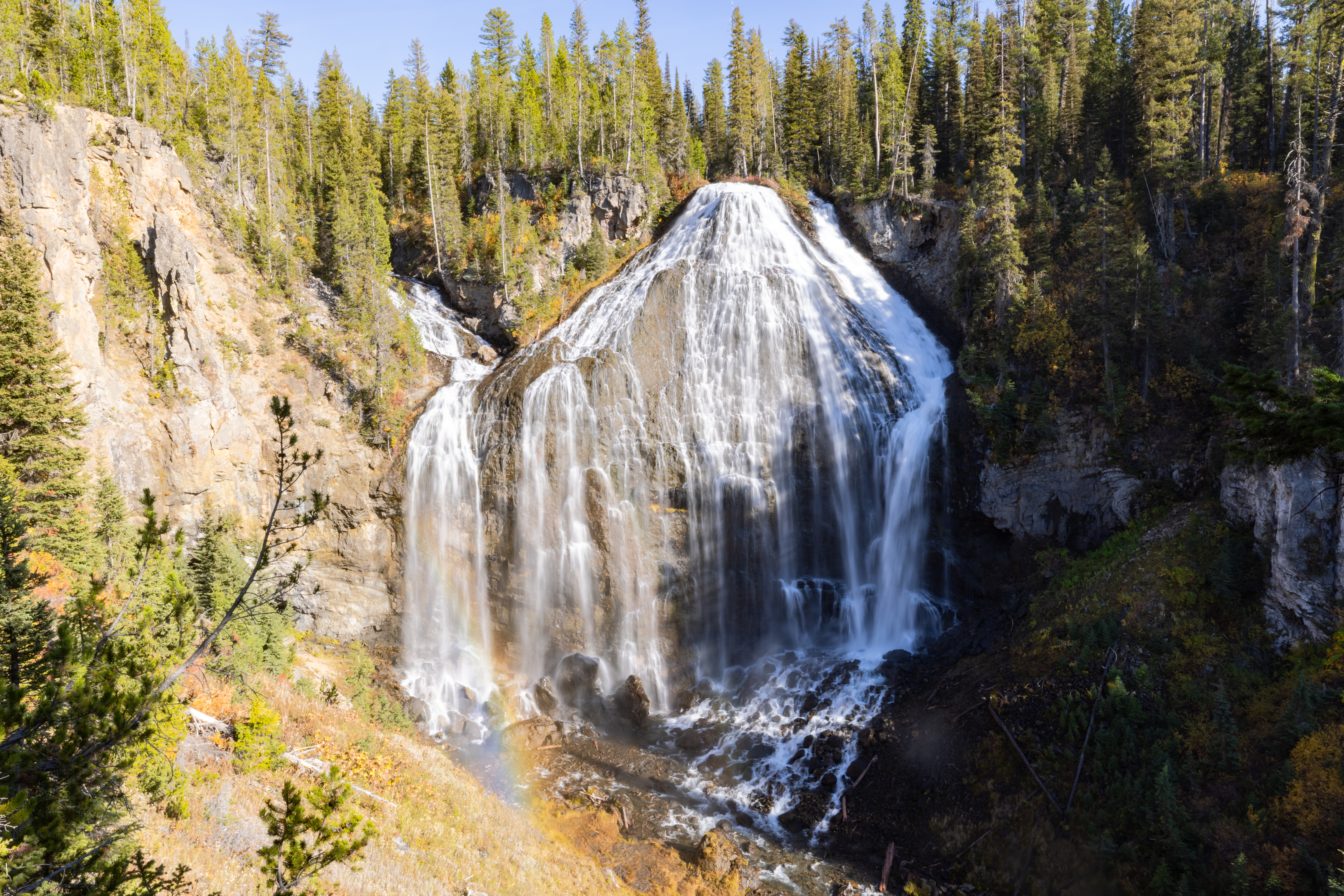
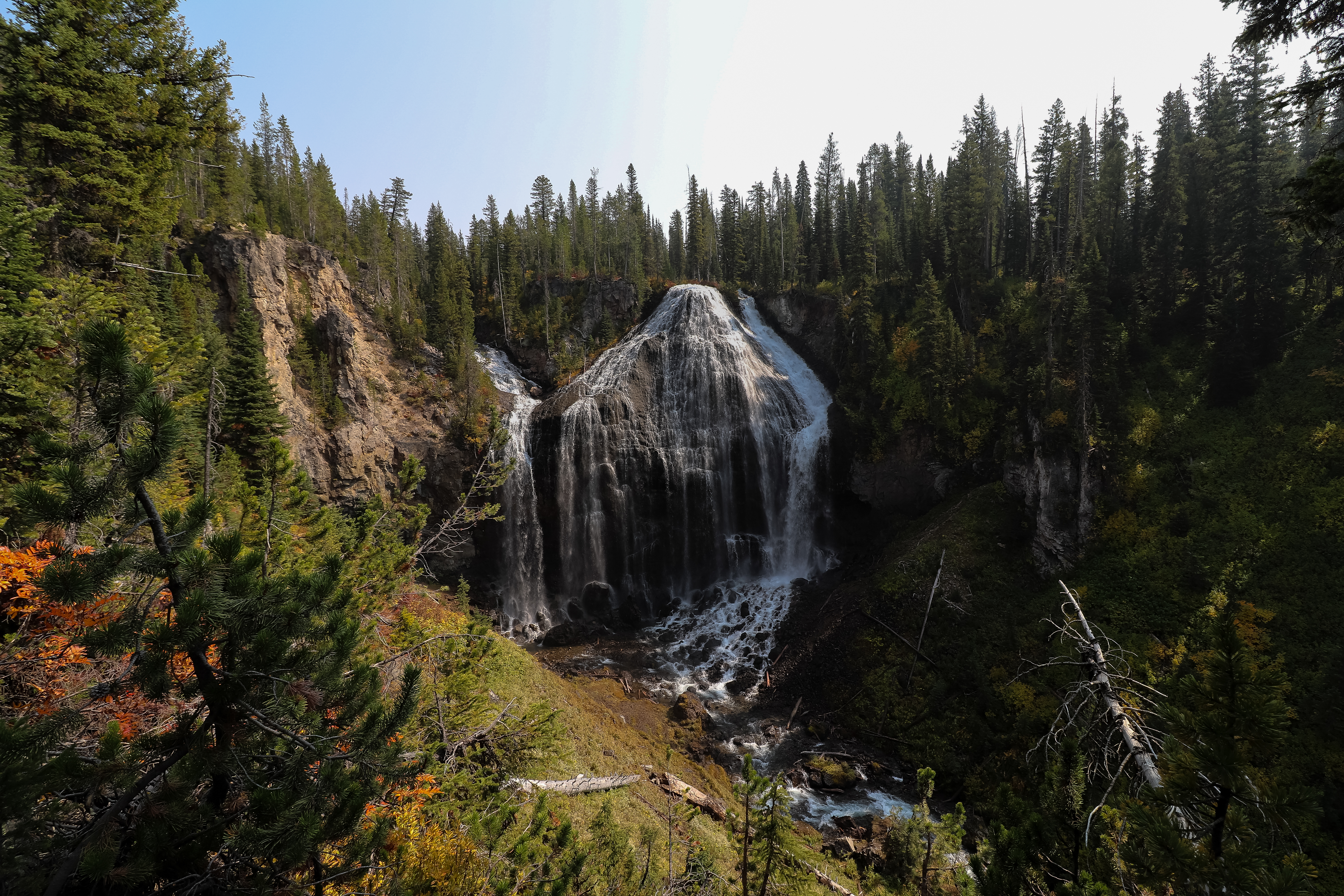
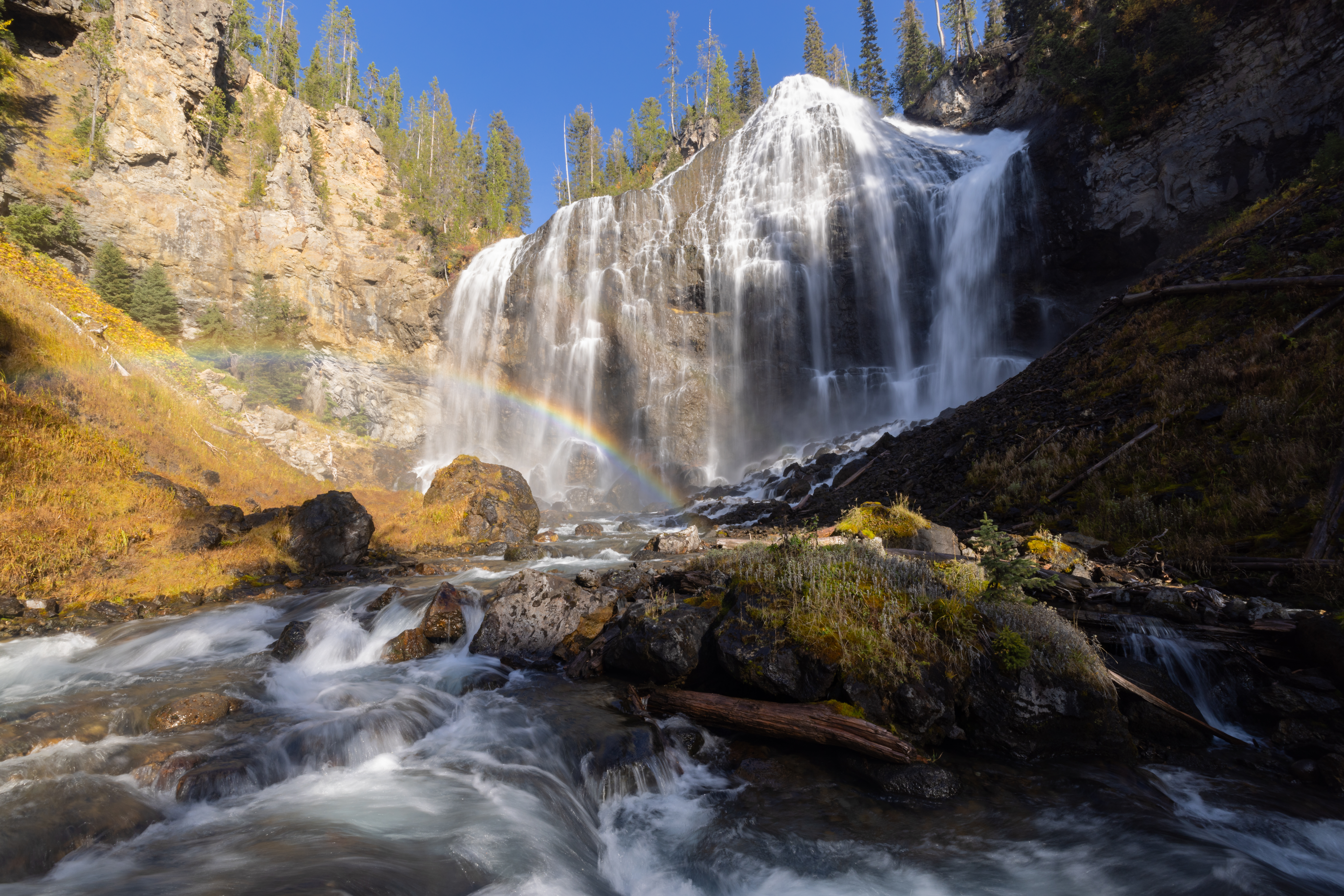
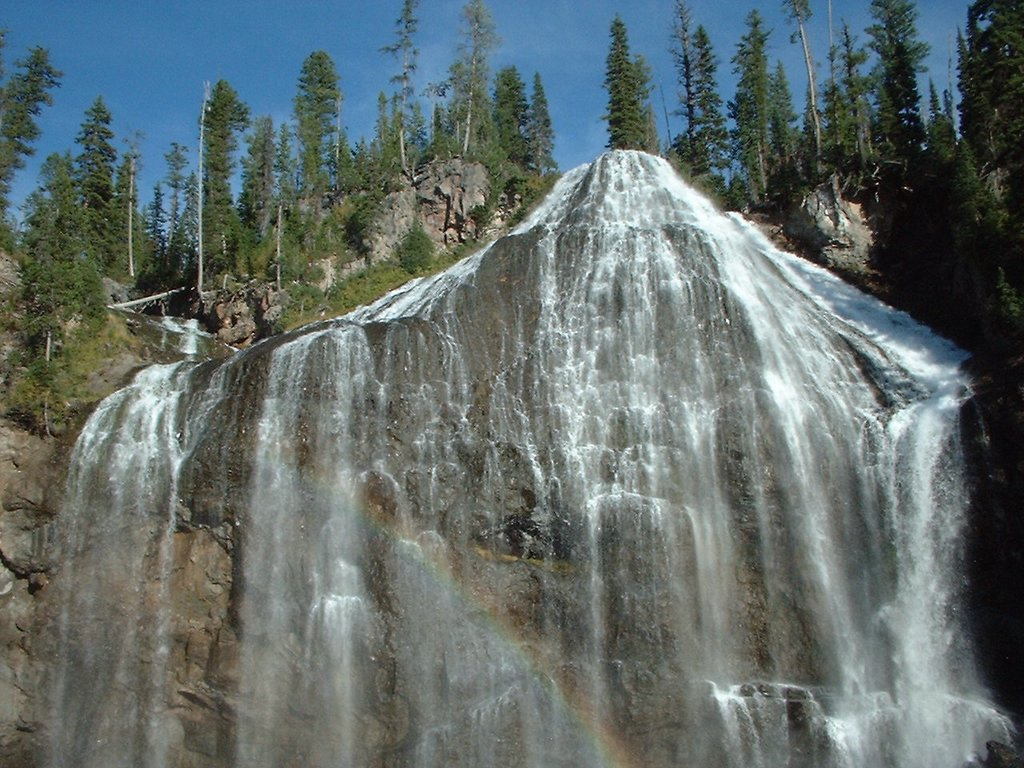
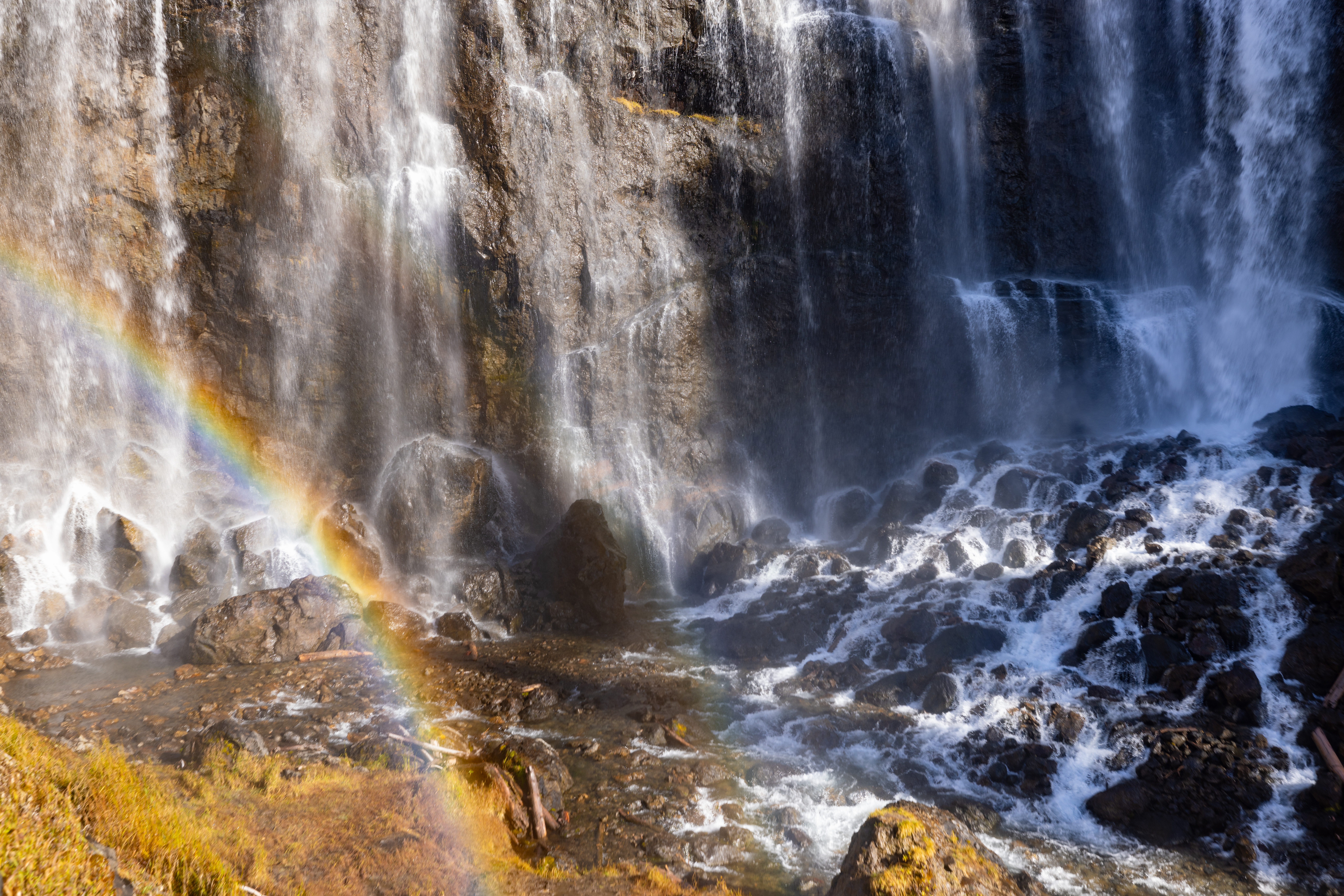

Der Mountain Ash Creek liegt im abgelegenen südwestlichen Teil des Yellowstone-Nationalparks, der als Cascade Corner bekannt ist und 1921 von Superintendent Horace Albright für die Fülle von Wasserfällen und Kaskaden in den Einzugsgebieten der Flüsse Fall River und Bechler River benannt wurde. Mit den Union Falls findet sich einer der höchsten Wasserfälle im Yellowstone-Nationalpark am Mountain Ash Creek. Die 76 m hohen, fächerförmigen Wasserfälle sind nach den Lower Yellowstone Falls die zweithöchsten großen Fälle im Park und befinden sich am Zusammenfluss des Mountain Ash Creek mit einem unbenannten Nebenfluss. Die Fälle wurden von Mitgliedern der Arnold Hague Geological Survey zwischen 1884 und 1886 benannt. Dem Geologen J.P. Iddings zufolge ist der Name auf die Vereinigung (Union) der beiden Flüsse am Wasserfall zurückzuführen. Erreicht werden kann der Wasserfall über Mountain Ash Creek Trail und Union Falls Trail.

## Belege
1. ↑  Mountain Ash Creek. In: Geographic Names Information System. United States Geological Survey, United States Department of the Interior (englisch).
2. 1 2  Whittlesey, Lee (1996): Yellowstone Place Names. Hrsg.: Wonderland Publishing Company. Gardiner, MT, ISBN 1-59971-716-6.